# Every Day Is a Holiday
"Every Day Is a Holiday" là một bài hát được viết và thu âm bởi nữ ca sĩ người Mỹ Katy Perry. Được sản xuất bởi Duke Dumont, bài hát được phát hành vào ngày 23 tháng 11 năm 2015 như một phần của chiến dịch nghỉ lễ của H&M cùng với một đoạn phim quảng cáo do Jonas Åkerlund đạo diễn. Đây là một bài hát khiêu vũ Giáng sinh đầy cảm hứng theo thể loại nhạc phúc âm, nói về món quà giáng sinh tuyệt vời nhất chính là tình yêu thương.
Lara O'Reilly của Business Insider đã chỉ trích video quảng bá là "kỳ quái"  trong khi Bianca Gracie từ Idolator mô tả video "hơi sến nhưng vui". Viết cho Fuse, Jeff Bejamin ca ngợi bài hát là "hấp dẫn" và xếp nó ở vị trí số một trong danh sách "Những bài hát kỳ nghỉ hay nhất năm 2015". VH1 cũng đưa ra một đánh giá tích cực, gọi đoạn quảng cáo là "vui vẻ", "tràn đầy năng lượng" và cảm thấy trang phục của Perry rất "dễ thương". Lauren Valenti từ Marie Claire đã gọi bài hát là "một bản nhạc chứa đầy những giai điệu hay". Trong một đánh giá tiêu cực, Matt Miller từ Esquire cảm thấy video là "một vùng đất cổ vũ phi giáo phái địa ngục". Nhà văn Christopher Rosa của Glamour đã xếp nó là ca khúc tệ thứ 7 của Perry.